# 喬治·卡亭
乔治·卡亭（英語：George Cutting，1843年—1934年）属于英国普利茅斯弟兄会中的闭关弟兄会，著有一本关于得救的证实的小书《救、知、乐》（Safety, Certainty, and Enjoyment），销量极大。离世前，倪柝声从中国访问英国时，曾经前去拜访。